# Saint-Gély-du-Fesc
Saint-Gély-du-Fesc là một xã thuộc tỉnh Hérault trong vùng Occitanie phía nam nước Pháp.